# Universidad de Keele
La Universidad de Keele (en inglés: University of Keele) es una universidad pública con sede en Staffordshire (Reino Unido).

## Historia

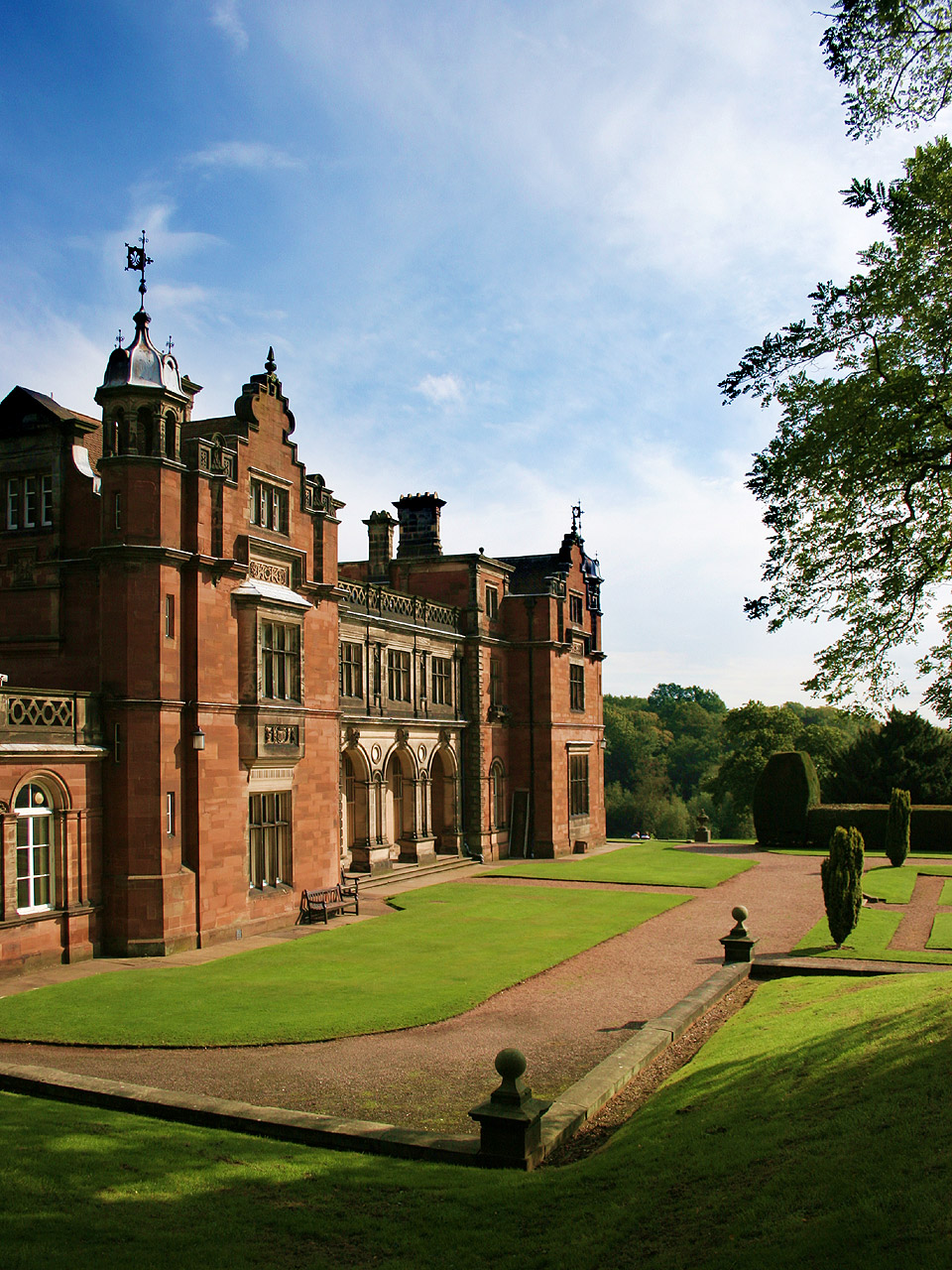
Keeele Hall, centro de conferencias de la Universidad.

La Universidad nació primero como Colegio Universitario (en inglés: University College of North Staffordshire) en 1949 y recibió el título y carta de universidad en 1962. Lo que comenzó como una escuela experimental dedicada a estudios interdisciplinares pasó poco a poco a dotarse de facultades y centros específicos. Además, fue la primera universidad británica en otorgar títulos "dupla honoris" ("doble grado"), es decir, daba la oportunidad de obtener el grado en dos áreas conjuntamente, lo que pronto se conocería con el título de doble grado.
En 1968, la Comisión Real para la Educación Médica del Reino Unido publicó un informe, conocido popularmente como el Informe Todd, que valoraba la posibilidad de crear una Facultad de Medicina en la Universidad de Keele, ubicada en North Staffordshire, teniendo en cuenta su población y su conexión con hospitales de calidad. En 1978 se creó, en efecto, el Departamento de Estudios de Posgrado en Medicina, y en 2007 se creó finalmente la Facultad de Medicina, que junto a la Escuela de Enfermería impartió cursos clínicos en el Hospital Universitario de North Staffordshire, en Hartshill, Stoke-on-Trent.

## Campus

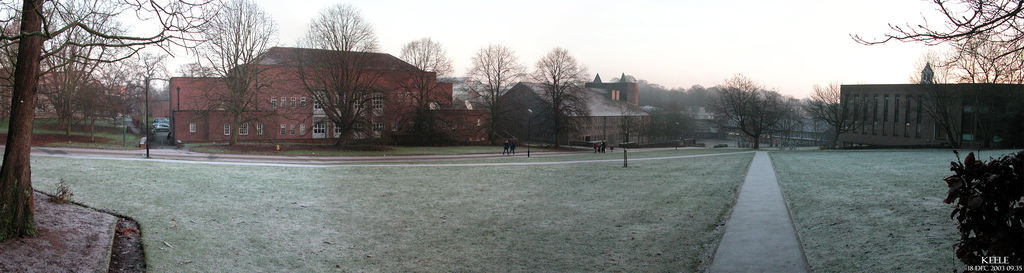
Keele University Concourse

Situado en una zona rural, ocupa una superficie de 2,5 km². Comprende una serie de edificios académicos y residenciales. El Keele Hall ocupa un lugar destacado, una mansión del siglo XIX que sirve como centro de conferencias de la universidad. Se considera uno de los campus universitarios más grandes del Reino Unido. Alberga un observatorio astronómico, una unidad de educación y ciencias de la Tierra, además de una galería de arte, una capilla, un centro islámico, tiendas, cafés y restaurantes, e incluso un vivero de plantas. No muy lejos de las principales ciudades, está a una hora de Birmingham, Mánchester o Liverpool y a dos horas de Londres en tren.